# Yotsakorn Burapha
Yotsakorn Burapha (Ratchaburi, 8 de junio de 2005) es un futbolista tailandés que juega en la demarcación de delantero para el Chonburi FC de la Liga de Tailandia.

## Selección nacional
Hizo su debut con la selección de fútbol de Tailandia el 12 de octubre de 2023 en un partido amistoso contra Georgia que finalizó con un resultado de 8-0 a favor del combinado georgiano tras los goles de Luka Lochoshvili, Khvicha Kvaratskhelia, un doblete de Zuriko Davitashvili y cuatro goles de Georges Mikautadze.

## Clubes
| Club                          | País      | Año       | Partidos | Goles |
| ----------------------------- | --------- | --------- | -------- | ----- |
| Samut Prakan City FC (cedido) | Tailandia | 2022-2023 | 32       | 7     |
| Chonburi FC                   | Tailandia | 2023-     | 4        | 0     |